# Mons Faliscus

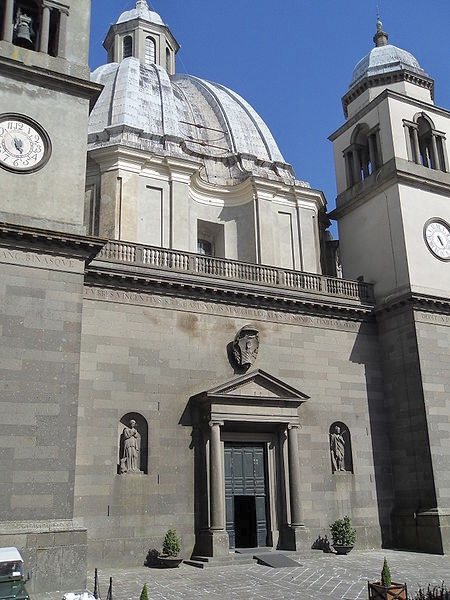
Dawna katedra diecezjalna w Montefiascone

Mons Faliscus (łac.  Faliscodunensis o Montis Falisci, wł.  Diocesi di Montefiascone) – stolica historycznej diecezji w Italii erygowanej 31 sierpnia 1369, a włączonej w 1986 w skład diecezji Viterbo. 
Współczesne miasto Montefiascone w prowincji Viterbo we Włoszech. Obecnie katolickie biskupstwo tytularne ustanowione w 1991 przez papieża Jana Pawła II.

## Biskupi tytularni
| Lp. | Biskup           | Funkcja                                | Od               | Do              |
| --- | ---------------- | -------------------------------------- | ---------------- | --------------- |
| 1   | Gerald Barnes    | biskup pomocniczy San Bernardino (USA) | 28 stycznia 1992 | 28 grudnia 1995 |
| 2   | Jozef Zlatňanský | urzędnik Kurii rzymskiej               | 11 czerwca 1997  | 11 lutego 2017  |
| 3   | Fabio Fabene     | urzędnik Kurii rzymskiej               | 28 lutego 2017   |                 |